# Microctenopoma nanum
Microctenopoma nanum är en fiskart som först beskrevs av Günther, 1896.  Microctenopoma nanum ingår i släktet Microctenopoma och familjen Anabantidae. IUCN kategoriserar arten globalt som livskraftig. Inga underarter finns listade i Catalogue of Life.